# Moschea Ketchaoua
La moschea Ketchaoua o Ketchawa è un edificio di culto di Algeri.
La moschea fu costruita nel 1794 dal Dey Bacha Hassan. Nel 1832 fu trasformata in cattedrale di Saint Philippe dai francesi, che ne alterarono l'architettura originale. Torna a essere una moschea nel 1962, quando l'Algeria ottiene la sua indipendenza.